# Палајно (Леко)
Палајно је насеље у Италији у округу Леко, региону Ломбардија.
Према процени из 2011. у насељу је живело 24 становника. Насеље се налази на надморској висини од 649 м.